# Playa de Bahínas
La playa de Bahínas se encuentra en el concejo asturiano de Castrillón y pertenece a la localidad española de Linares.

## Descripción
Su forma es lineal. El grado de urbanización y de ocupación son bajos y su entorno es rural. Su lecho está formado por cantos rodados y arena de granos finos de color tostado. Los grados de ocupación y urbanización son medio-bajos excepto los fines de semana, sobre todo en verano, que tiene afluencia masiva. Los accesos a la playa son rodados son fáciles e inferiores a 0,5 km, es decir, que prácticamente se llega a la playa en el vehículo.

## Servicios
La playa tiene una desembocadura fluvial y camping cercanos. También dispone en época estival de servicio de limpieza, aparcamiento y equipo de vigilancia y un área de pícnic y está bastante bien protegida de los vientos gracias a la disposición de ella respecto a los acantilados de la zona occidental. La actividad más recomendada es la pesca deportiva a caña. Es conveniente tomar las medidas necesarias para evitar la pleamar por lo difícil de la salida y las corrientes que se forman.

## Accesos
Para acceder a la playa hay que localizar los núcleos urbanos más cercanos que, en este caso son Linares y Naveces. Para llegar a ellas hay dos posibilidades: Una es por la carretera que bordea la Playa de Santa María del Mar a partir de su zona oeste y está tomando una desviación más adelante, y si se toma el ramal de la derecha llega hasta Linares. Aquí se deja el vehículo y hay que andar unos 700 u 800 m. El grado de urbanización es bajo. Para la segunda entrada debe tomarse la salida desde la carretera que va de «Santa María» a Carcedo; tomando la desviación donde está el «CT-1» a unos 5 km También llega a Linares.

## Galería

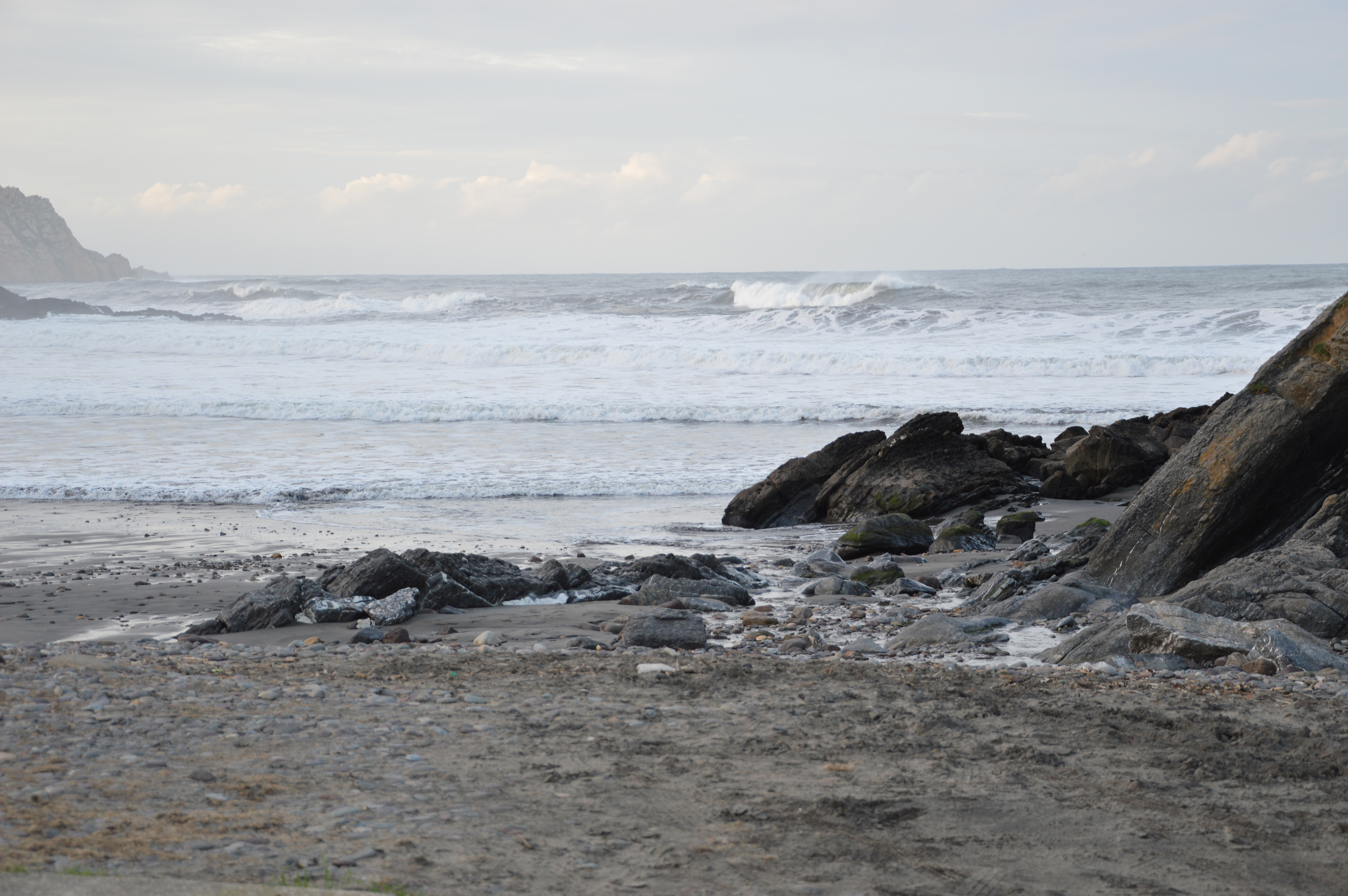
Playa de Bahínas.
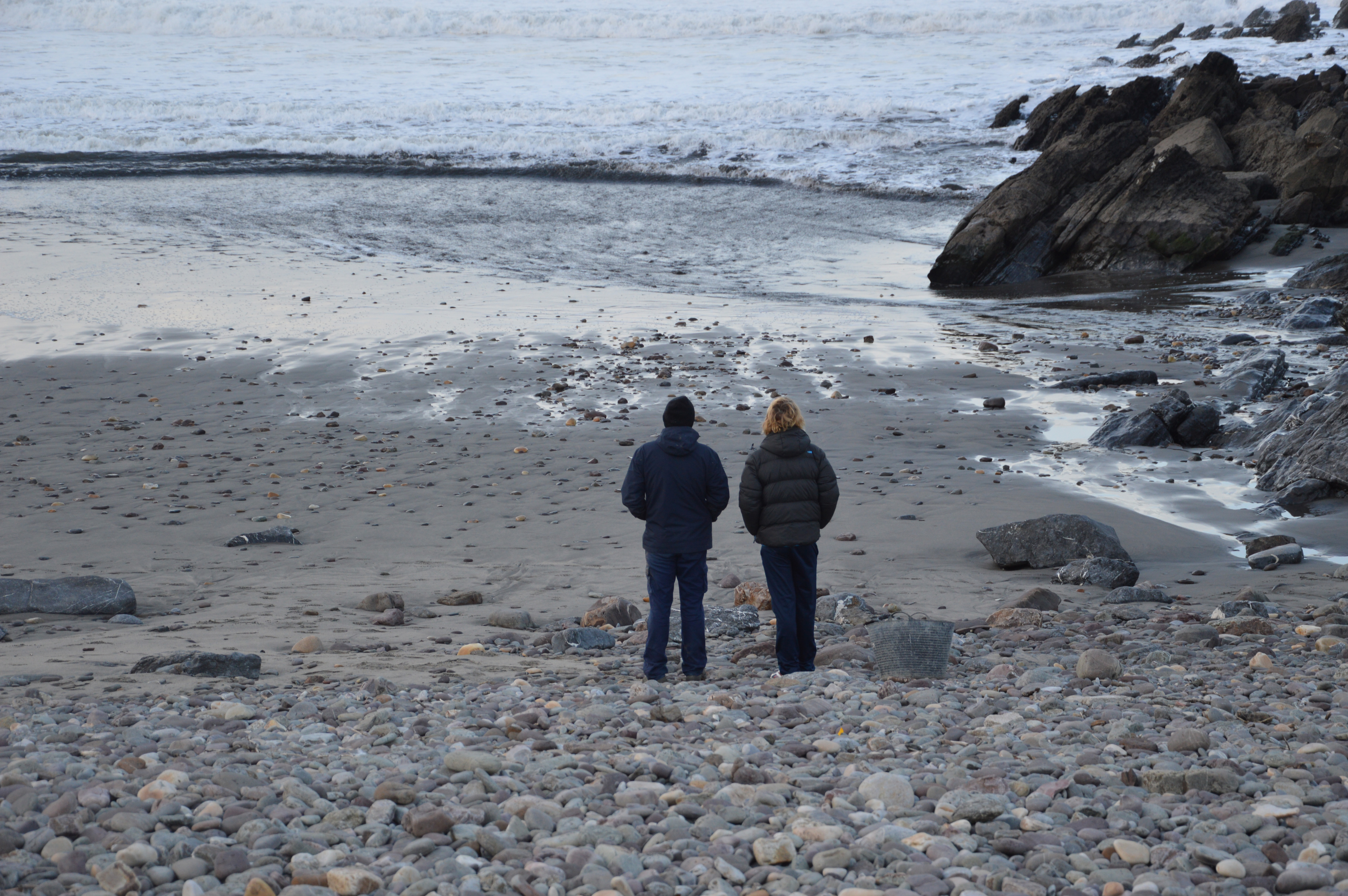
Playa de Bahínas.